# Teucholabis (Teucholabis) fenestrata fenestrata
Teucholabis (Teucholabis) fenestrata fenestrata is een ondersoort van de tweevleugelige Teucholabis (Teucholabis) fenestrata uit de familie steltmuggen (Limoniidae). De ondersoort komt voor in het Oriëntaals gebied.